# Ciudad Rural Ángel Albino Corzo
Ciudad Rural Ángel Albino Corzo es una localidad del estado mexicano de Chiapas. Es parte del municipio de Ángel Albino Corzo. Fue fundada el 15 de agosto de 2014.

## Toponimia
El nombre de la localidad rinde homenaje a Ángel Albino Corzo, gobernador de Chiapas durante el siglo XIX.

## Demografía
| Censo | Población |
| ----- | --------- |
| 2020  | 2 109     |